# Зевальд, Рихард
Рихард Зевальд (нем. Richard Seewald; 4 мая 1889, Арнсвальде, Ноймарк, ныне Хощно, Польша) — 29 октября 1976, Мюнхен) — немецкий художник, иллюстратор и писатель.

## Жизнь и творчество
Родился в Западной Пруссии. В 1909 году начал — по желанию отца — изучать архитектуру, однако вскоре увлёкся живописью, которой овладел самоучкой. Ряд его рисунков, созданных ещё в годы учёбы в гимназии, были напечатаны в модернистском журнале «Jugend», после чего карикатуры Р. Зевальда стали публиковаться в берлинских и мюнхенских газетах и журналах, являясь для художника основным источником средств к существованию. В 1911 году он совершил предсвадебную поездку в Лондон.
Первая выставка графических работ Р. Зевальда состоялась в мюнхенской Галерее Генриха Таннхаузера, где регулярно выставлялись работы молодых художников Баварии. В 1913 году он написал свою первую картину масляными красками. В ноябре того же года было создано художественное движение Мюнхенский сецессион (Новый сецессион), членом которого вскоре стал и Зевальд. Он также вступил в Немецкий союз художников. Р. Зевальд иллюстрировал сборник стихотворений Иоахима Рингельнаца «Табакерка», а также произведения Д. Дефо («Робинзон Крузо») и Г. фон Клейста («Пентесилая»). Был автором иллюстраций также для собственной книги «Звери и ландшафты». В 1919 году в Мюнхенской галерее Ганса Гольца прошла обширная персональная выставка художника. Р. Зевальд много путешествовал по странам Средиземноморья и далее занимался иллюстрированием как своих литературных произведений, так и книг других авторов. Его художественный стиль постепенно изменился: от ярких, пёстрых красок мастер перешёл к более однотонной манере изображения.
В 1924 году Р. Зевальд стал профессором художественных мастерских Кёльна. В 1931 году, вследствие реакционной атмосферы, царившей в культурной жизни Кёльна, Зевальд уехал в Швейцарию, где жил в Асконе (кантон Тичино). В 1939 году он получил швейцарское гражданство. В Швейцарии художник много рисовал. Перейдя в 1929 году в католичество, он затем много работал по религиозной тематике. После окончания Второй мировой войны и краха национал-социалистического режима Зевальд в 1948 году приехал на родину, однако окончательно вернулся в Германию он лишь в 1954-м. Вплоть до 1958 года он — профессор в Академии искусств Мюнхена, которую затем покинул вследствие несогласия с президиумом Академии. После смерти своей жены художник сжёг около 150 своих полотен, уничтожал сотни эскизов и рисунков. Из оставшихся работ часть им была завещана Германскому национальному музею в Нюрнберге и швейцарскому фонду «Pro Helvetia».

## Иллюстрированные книги
- Ringelnatz. Die Schnupftabaksdose. — München: Pieper&Co, 1912.
- Klabund. Kleines Bilderbuch vom Krieg. — München: Goltz Verlag, 1914.
- Heinrich von Kleist. Penthesilea. — München: Goltz Verlag, 1917.
- Francis Jammes. Der Hasenroman. — Berlin: Wolff, 1916.
- Daniel Defoe. Robinson Crusoe. — München: Goltz Verlag, 1919.
- Paul Gallico. Das kleine Wunder. — Hamburg, 1952.
- Edzard Schaper. Das Christkind aus den großen Wäldern. — Köln Olten: Hegner, 1954.
- Edzard Schaper. Stern über der Grenze Köln. — Köln: Olten Hegner, 1958.
- Johannes Rüber. Das Tal der Tauben und Oliven. — Freiburg: Herder, 1979.
- Gustav Schwab. Die schönsten Sagen des klassischen Altertums. — Freiburg: Herder, 1983.
- Erich Kästner. Die 13 Monate. — Berlin: Cecilie Dressler Verlag.

## Галерея
- Полотна Р. Зевальда
- Графические работы в Национальной галерее Вашингтона